# Quattro in medicina
Quattro in medicina (Doctor in the House) è un film del 1954 diretto da Ralph Thomas.

## Trama
La matricola Robert Sparrow, iscrittosi alla facoltà di medicina, fa subito conoscenza con altri tre studenti: Tony, preso dalle donne e dallo svago, Tartufo, giocatore nella squadra di rugby della scuola, e Richard, allegro studente volontariamente fuori corso grazie agli studi pagati dalla nonna. Tra amoretti con infermiere, accesso in luoghi non consentiti e risse con studenti della scuola rivale, l'espulsione dalla facoltà è vicina.

## Produzione
Il film è una produzione Rank Organisation e, non accreditata Group Films.
Richard Gordon, l'autore del libro Doctor in The House da cui è tratto il film recita un cameo interpretando un anestesista.

### Luoghi delle riprese
Le riprese sono state effettuate in vari punti di Londra: la scena del parco divertimenti è stata girata nel Battersea Fun Fair di Battersea Park, altre scene nella Harley Street a Marylebone; gli interni nella University College in Gower Street, a Bloomsbury e negli studi Pinewood.

## Distribuzione
Distribuito nel Regno Unito il 23 marzo 1954; in Italia il 9 novembre 1954.

## Critica
Il critico Leo Pestelli sulle pagine de La Stampa scrisse: «[...] Grazie a un'ottima sceneggiatura e a un dialogo spiritoso, corre senza intoppi e, esempio raro fra i film che vogliono divertire, sotto il freno del buon gusto e della delicatezza morale. Con un umorismo non lontano da quello di Addio mister Chips [...] le osservazioni sono quasi tutte vere e gustose; quel gran fonte di comico che è la scuola, butta qui assiduamente; e sebbene il filmetto non la pretenda a originalità e ripeta molti luoghi comuni della commedia goliardica, il garbo con cui ricalca quei vecchi motivi è assai godibile».

## Seguiti
Il film ha avuto vari seguiti, tutti tratti dalle opere di Richard Gordon e diretti da Ralph Thomas:
- Un dottore in altomare (1955)
- Dottore a spasso (1957)
- Si spogli dottore! (1960)
- Dottore nei guai (1963)
- Vai avanti... dottore! (1966)
- Doctor in Trouble (1970, inedito in Italia)

Ne è nata inoltre una serie televisiva: Dottori in allegria (1969-1970).

## Riconoscimenti
- 1954 - Premio BAFTA
  - Miglior attore britannico a Kenneth More
  - Nomination Miglior film internazionale
  - Nomination Miglior film britannico
  - Nomination Migliore sceneggiatura per un film britannico a Nicholas Phipps